# Нюрнберг Айс-Тайгерс
«Нюрнберг Айс-Тайгерс» (повна назва з 1994 «Томас Сабо Айс Тайгерс Нюрнберг», нім. Thomas Sabo Ice Tigers Nürnberg) — хокейний клуб з міста Нюрнберг, Німеччина. Заснований у 1980 році як «ЕХК 80 Нюрнберг», з 2009 року — «Thomas Sabo Ice Tigers Nürnberg» (головний спонсор команди ювелірна компанія «Томас Сабо»), клуб один із засновників Німецької хокейної ліги. Кольори клубу синій та червоний.

## Назви клубу
Заснований у 1980 році, як «ЕХК 80 Нюрнберг» (нім. EHC 80 Nürnberg). З 1995 по 2006 роки — «Нюрнберг Айс Тайгерс» (нім. Nürnberg Ice Tigers). З 2006 по 2009 роки — «Сінупрет Айс Тайгерс» (нім. Sinupret Ice Tigers). З 2009 року — повна назва «Томас Сабо Айс Тайгерс Нюрнберг» (нім. Thomas Sabo Ice Tigers Nürnberg), 4 червня 2009 була озвучена пропозиція про повернення першого імені клубу «ЕХК 80 Нюрнберг».

## Історія

### Заснування клубу та становлення
Історія хокею в Нюрнберзі починається з клубу «СК Нюрнберг», який виступав у сезоні 1958/59, в 2.Бундеслізі чемпіонату Німеччини, заснований у 1980 році «ЕХК 80 Нюрнберг» можна історично вважати його правонаступником. З сезону 1980/81 років, клуб починає виступати в баварський спортивній асоціації, вже за рік вони дебютують в баварській хокейній лізі, а з сезону 1982/83 в регіональній лізі-південь і ще через рік в Оберлізі-південь. В сезоні 1987/88 років «ЕХК 80 Нюрнберг» дебютує в 2.Бундеслізі. В сезоні 1992/93 команда вперше виходить до півфіналу, де зазнає поразки в серії від СБ «Розенгайм» 0:3 (2:3 ОТ, 4:5, 1:3). В наступному сезоні клуб займає третю сходинку після регулярного чемпіонату, в плей-оф команда також дісталась півфіналу, де поступились в серії Кассель Хаскіс 2:3 (1:10, 6:1, 2:6, 7:5, 1:3).

### Німецька хокейна ліга (90-ті роки)
Після створення Німецької хокейної ліги 13 червня 1994 «ЕХК 80 Нюрнберг» після регулярного чемпіонату посів дванадцяте місце і таким чином завоював право на участь у плей-оф. В 1/8 фіналу він програв «Дюссельдорфу» 1:4. В наступному сезоні 1995/96 вже під новою назвою «Нюрнберг Айс Тайгерс», клуб займає одинадцяте місце, в 1/8 фіналу знову зазнає поразки цього разу від «Адлер Мангейм» 2:3.
Сезон 1996/97 став ще гіршим від попередніх. Після провального 15 місця у регулярному чемпіонаті, команда закінчила і перехідний турнір на дев'ятому місці. Це означало, що «Нюрнберг Айс Тайгерс» зіграє плей-оф, щоб уникнути вильоту з НХЛ. У першому турі команда зустрілася з «Швеннінгером», які обіграли їх в серії 1:4 (1:4, 3:2, 1:6, 3:5, 3:11). В другому турі здолали «Ведемарк Скорпіонс» в серії 3:1 (6:4, 6:4, 2:5, 5:2) та залишились у вищому дивізіоні.
В сезоні 1997/98 «тигри» фінішували дванадцятими та грали відбірні матчі до основного раунду плей-оф і поступились «Швеннінгеру» 2:3 (2:6, 5:4 ОТ, 2:5, 4:2, 2:6).
У сезоні 1998/99, власники «Айс Тайгерс» зуміли підписати контракти з добре відомими гравцями, а очолив команду словацький спеціаліст Петер Ігначак. Як ніколи, команда була сильною в регулярному чемпіонаті і кваліфікувалась до плей-оф з першого місця, набрав 106 очок. У чвертьфіналі вони здолали «Аугсбург Пантерс» 3:2 (5:4, 5:6 ОТ, 5:1, 1:2 ОТ, 2:1). У півфіналі переграли «Франкфурт Лайонс» 3:0 (5:1, 3:2, 2:1) і вийшли до фіналу. У фіналі протистояли клубу «Адлер Мангейм». «Тигри» перемогли в першому матчі 2:1 в овертаймі. Тим не менш в ході серії поступились 2:3 (наступні чотири матчі завершились з такими рахунками: 1:5, 3:2, 3:4, 2:3), таким чином «Нюрнберг» посів тільки друге місце.

### Німецька хокейна ліга (2000-ті роки)
В наступному сезоні клуб не потрапив до плей-оф, посівши десяту сходинку в регулярному чемпіонаті. Після торішнього невдалого сезону, наступні сім років поспіль «Тигри» грають на високому рівні, кожного року потрапляючи до плей-оф, але зупиняючись в першому раунді сезонів: 2000/01 програли «Кассель Хаскіс» 1:3, 2001/02 також поступились «Кассель Хаскіс» 1:3, 2002/03 програють «Адлер Мангейм» 1:4, 2003/04 поступились ЕРК Інґольштадт 2:4, 2004/05 їх знову зупиняє «Адлер Мангейм» 2:4, 2005/06 в «суху» програють «Кельнер Гайє» 0:4. В сезоні 2006/07 команда була перейменована на вимогу спонсора «Біоноріка АГ» і отримала назву: «Сінупрет Айс Тайгерс». Команда зайняла третє місце після регулярного чемпіонату (набрали 95 очок) та зламали невдалу для серію в плей-оф обігравши в чвертьфіналі Ганновер Скорпіонс 4:2 (3:5, 2:3, 3:0, 3:2, 3:2 ОТ, 3:2 ОТ), в півфіналі переграли Дюссельдорф ЕГ 3:1 (3:2 Б, 4:3, 4:5 ОТ, 1:0) та знову вийшли у фінал, де їм вдруге протистояв клуб «Адлер Мангейм» і знову як і вісім років тому, вони поступились, але цього разу в «суху» 0:3 (2:3 ОТ, 2:6, 2:5) та вдруге в історії клубу стали срібними призерами чемпіонату Німеччини.
Досить обнадійливим був старт сезону 2007/08, команду посилили такі гравці, як нападник Ахрен Спило та захисник Шейн Пікок. Після основного раунду «Айс Тайгерс» зайняв перше місце, випередивши топ-команди з Кельна та Берліна. Там, на команду чекав чвертьфінал, переможець протистояння кваліфікації: Дюссельдорф ЕГ — Ганновер Скорпіонс, в якому право на плей-оф здобув клуб з Дюссельдорфа.
Початок серії був за фаворитами пари, «тиграми», Ахрен Спило протягом трьох з половиною хвилин зробив рахунок 3:0, але «Дюссельдорф ЕГ» майже відігрався, підсумковий рахунок матчу 3:2. «Нюрнберг Айс Тайгерс», виграв першу гру і мав психологічну перевага над суперником. У другому матчі виникли проблеми, незважаючи на те що закинули першими шайбу, вони в підсумку програли 1:3. Наступні три гри також програли з рахунком: 1:2, 3:6, 2:3. «Дюссельдорф ЕГ» повернув свої втрачені позиції після першого етапу, а «Нюрнберг Айс Тайгерс» закінчив боротьбу після чвертьфіналу. Першим наслідком цієї гри стала відставка головного тренера Бенуа Лапорте.
Як переможець основного раунду чемпіонату Німеччини, «тигри» брали участь у відбірковому турнірі Хокейної Ліги чемпіонів, де зустрілись з клубами: СК «Берн» та «Кошице», в підсумку посіли останнє місце.
У листопаді 2008 року було оголошено, що один із спонсорів є неплатоспроможним, у клубі виникає загроза банкрутства. 26 березня 2009 року, головний спонсор «Біоноріка АГ» остаточно відходить від справ клубу. 3 квітня 2009 оголошують, що група інвесторів (в основі це був виробник ювелірних виробів Томас Сабо) запобіг від можливого банкрутства «Айс Тайгерс». Таким чином, перед сезоном 2009/10 клуб був врятований від позбавлення ліцензії Німецькою хокейною лігою. Сезон команда проводить досить рівно, займаючи 5 місце та виходить до плей-оф, де поступається Ганновер Скорпіонс 2:3. Наступні два сезони «Нюрнберг Айс Тайгерс» веде боротьбу фактично за виживання, займаючи відповідно у 2010/11 — 10 місце та поразка у відборі до основного раунду плей-оф «Адлер Мангейм» 1:2, 2011/12 — 13 місце. В сезоні 2012/13 справи пішли краще, після основного раунду клуб займав 7 місце, але у відборі до основного раунду плей-оф поступились «Вольфсбургу» 1:2 (3:2, 3:4, 3:5).
Регулярний чемпіонат сезону 2013/14 клуб завершив на третьому місці. Двоє гравців увійшли до п'ятірки найкращих бомбардирів: Стівен Райнпрехт, став другим, а Патрік Раймер четвертим. У чвертьфіналі у серії плей-оф програли 2:4 «Грізлі Адамс Вольфсбург».

## Досягнення
Клуб двічі ставав віце-чемпіоном Німеччини у 1999 та 2007 роках.

## Відомі гравці
- Крістіан Лафламме (2005—2008)
- Джон Крейґгед (1998—2001)
- Ян Штястни (2003—2005, 2011—2014)
- Шон Браун (2007—2008)
- Роман Турек (1995—1996)
- Павел Ріхтер (1988—1990)
- Пол Ґеддес (1992—1997)
- Отто Сикора (1992—1998)
- Ульріх Маурер (2004—2008)
- Джейм Поллок (2005—2007, з 2011)
- Герхард Хеген (1989—1994)
- Мартін Їранек (1996—2004, 2006—2007)
- Лучіано Борсато (2000—2002)
- Ахрен Спило (2007—2008)
- Сергій Баутін (1999—2000)
- Джордж Песут (1988—1990)
- Серджіо Момессо (1998—1999)
- Дмитро Кочнев (2007—2008)
- Філіпп Дюпві (з 2016)

## Закріплені номера
- #4 Мартін Мюллер (нападник)
- #7 Пол Ґеддес (нападник)
- #12 Мартін Їранек (нападник)

## Члени Залу хокейної слави Німеччини
- Антон Бірсак (1959—1962)
- Юрген Румріх (2000—2004)

## Арена
З лютого 2001 року «Нюрнберг Айс Тайгерс» виступає на «Арені Нюрнберг», багатофункціональний зал, який використовувався під час проведення чемпіонату світу з хокею 2001 року в Німеччині. Крім того, арена використовується, як для баскетболу так і для міні-футболу.